# わかやまパワーステーション2
わかやまパワーステーション2は、2009年4月10日からNHK和歌山放送局で放送されているローカルFMラジオ番組。わかやまパワーステーションの後継番組。通称「パワ2（ツー）」。

## 「パワーステーション」
「わかやまパワーステーション」というタイトルを継承したものの、
- 放送日・時間が移動したこと
- 出演者・コーナーの大幅刷新
- リスナー・地域との密着度の薄さ

など、オリジナル版で培われてきた地域情報番組としての特性や、オリジナル版ではメインパーソナリティを務めていた大野のカラーが感じられず、全くの別番組になってしまっていることは否めない。

## 放送
- 隔週金曜日 16:00 - 17:20
- 2010年3月までは、前番組から引き続き和歌山放送局の1階にあるサテライトスタジオ『オレンジスタジオ』からの公開生放送で自由に観覧できたが、現在は2階ラジオブースからの非公開生放送になっている。この番組の公開放送終了後、『オレンジスタジオ』は撤去され、テーブルとイスは2階スタジオで引き続き使われている。[1]

### 出張放送
『あなたのやさしさを2009 ゴスペルでクリスマス♪NHK-FMわかやまパワステⅡクリスマススペシャル』
- 2009年12月18日19:30-21:10（ベストオブクラシックをローカル差し替え）、 和歌の浦アート・キューブから公開生放送
- 大野がメインパーソナリティ。松本がワンコーナー出演。三倉茉奈がゲストパーソナリティとして出演したほか、谷本ファミリー（ハンドベルを演奏）、増野みどり（ゴスペル歌手）、Noom Om（ヌーム･オーム、バンド演奏）、谷本ファミリー（ハンドベル演奏）がゲスト出演。また、同年9月に一般リスナーからの公募で結成された『NHK和歌山ゴスペルクワイア』が初舞台を披露した。
- 今回は、NHK歳末たすけあい・NHK海外たすけあい関連イベントとして開催され、会場内に募金箱が設置されたほか、番組内に日本赤十字社和歌山県支部からゲストが登場した。

## 発展終了
- 2011年3月をもって編成の見直しなどから隔週放送は終了。同4月から祝日を除く毎週金曜18時台の放送「パワステ」となった。

## 出演
☆は、オリジナル版からの続投。
メインパーソナリティ
週替わりで1名登場
- 安里愛美（NHK和歌山放送局キャスター）
- 金岡紀子（同上）
- 水島奈緒（同上）

ゲストパーソナリティ
週替わりで登場
- 松本雅樹（アガサス出版企画部部長）☆
- 尾久土正己（和歌山大学観光学部教授）

### 過去の出演
メインパーソナリティ
- 関一恵（NHK和歌山放送局キャスター）

サブパーソナリティ
- 大野克郎（NHK和歌山放送局アナウンサー）☆ - 徐々に番組への出演が大幅に減っていき、2010年6月の人事異動に伴い、番組を正式に降板した。